# Royal Geographical Society

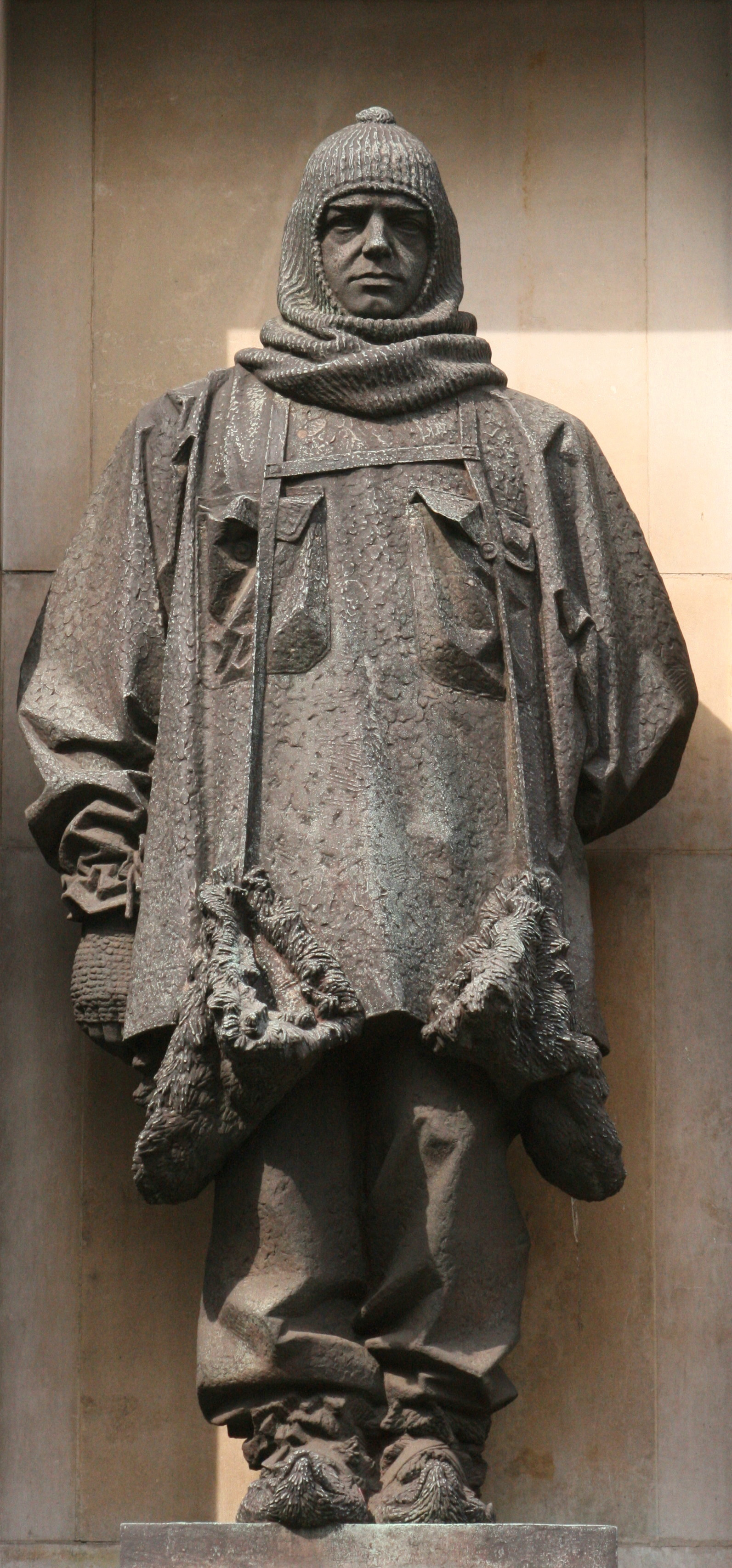
Statua di Ernest Shackleton realizzata da Charles S. Jagger, all'esterno della sede della Società.

La Royal Geographical Society (in italiano: "Regia Società Geografica" o "Reale Società Geografica") è una società scientifica britannica con sede a Londra.

## Storia
La Royal Geographical Society è stata fondata nel 1830 con il nome di "Geographical Society of London" (in italiano: "Società Geografica di Londra") e con lo scopo di promuovere l'avanzamento della ricerca geografica. Tra i soci fondatori vi furono John Barrow, Sir John Franklin e Francis Beaufort. Sotto il patrocínio di re Guglielmo IV è diventata conosciuta come "The Royal Geographical Society". Nel 1859 ha ottenuto dalla regina Vittoria il Royal Charter.
Nel corso degli anni la Royal Geographical Society ha assorbito l'Association for Promoting the Discovery of the Interior Parts of Africa (fondata da Sir Joseph Banks nel 1788), il Raleigh Club e la Palestine Association.
Dalla metà del XIX secolo sino alla fine della prima guerra mondiale le esplorazioni finanziate dalla Royal Geographical Society sono state spesso pubblicate sulle prime pagine dei giornali e le opinioni del presidente e dei membri del direttivo erano avidamente contese tra i cronisti. 
Oggi la società è un importante centro mondiale dello studio della geografia e supporta l'educazione e l'insegnamento agli studenti e la diffusione della conoscenza della geografia tra gli adulti. 
Attualmente ha sede a Londra al n. 1 di Kensington Gore (SW7 2AR).

## Scienziati ed esploratori
La Royal Geographical Society ha fornito supporto e finanziamenti a diversi scienziati ed esploratori tra cui:
- Charles Darwin
- James Kingston Tuckey
- David Livingstone
- Robert Falcon Scott
- Richard Francis Burton
- John Hanning Speke
- George Hayward
- Henry Morton Stanley
- Ernest Shackleton
- Edmund Hillary
- Freya Stark
- Wilfred Patrick Thesiger
- Percy Fawcett